# مکانی دیگر
مکانی دیگر(به فرانسوی: Quelque part) ترانه‌ای به زبان فرانسوی است که در سال ۲۰۰۷ توسط شریفا لونا خواننده فرانسوی-الجزائری منتشر شد.